# Oligotrichum atrichopsis
Oligotrichum atrichopsis là một loài rêu trong họ Polytrichaceae. Loài này được Müll. Hal. mô tả khoa học đầu tiên năm 1900.